# سيمون إينكفيست
سيمون إينكفيست (بالفنلندية: Simon Enqvist)‏ (2 أكتوبر 1988 بفنلندا - ) هو لاعب كرة قدم فنلندي في مركز حراسة المرمى. لعب مع نادي ماريهامن.

## وصلات خارجية
- سيمون إينكفيست على موقع قاعدة بيانات كرة القدم.إي يو (الإنجليزية)